# Shinya Yoshihara
Shinya Yoshihara (吉原 慎也 Yoshihara Shinya?), född 19 april 1978 i Ibaraki prefektur, är en japansk före detta fotbollsspelare.
Yoshihara började sin karriär 1997 i Yokohama Marinos (Yokohama F. Marinos). Efter Yokohama F. Marinos spelade han för Albirex Niigata, Kawasaki Frontale, Tokyo Verdy, Júbilo Iwata och Kashiwa Reysol. Han avslutade karriären 2010.